# 김민준 (1976년)
김민준(金敏俊, 1976년 7월 24일~)은 대한민국의 배우이다.

## 학력
- 문현초등학교
- 동래중학교
- 부산대학교 사범대학 부설고등학교
- 동아대학교 경기지도학과 (학사)

## 연기 활동

### 드라마
- 2003년 MBC 《다모》 ... 장성백(장재무) 역
- 2004년 MBC 《아일랜드》 ... 이재복 역
- 2004년 SBS 《폭풍 속으로》 ... 김현태 역
- 2004년 KBS2 《풀하우스》 ... 결혼식 하객 역 (특별출연)
- 2005년 SBS 《프라하의 연인》 ... 지영우 역
- 2006년 OCN 《썸데이》 ... 고진표 역
- 2007년 SBS 《외과의사 봉달희》 ... 이건욱 역
- 2007년 KBS2 《인순이는 예쁘다》 ... 유상우 역
- 2008년 SBS 《타짜》 ... 이영민 역
- 2009년 MBC 《친구, 우리들의 전설》 ... 이준석 역
- 2011년 KBS2 《로맨스 타운》 ... 김영희 역
- 2012년 JTBC 《친애하는 당신에게》 ... 최은혁 역
- 2014년 JTBC 《선암여고 탐정단》 ... 하연준 역
- 2015년 tvN 《신분을 숨겨라》 ... 정 선생 역
- 2016년 KBS2 《베이비시터》 ... 유상원 역
- 2017년 KBS2 《화랑》 ... 태자 창 역
- 2017년 SBS 《엽기적인 그녀》 ... 추성대군 역
- 2018년 SBS 《여우각시별》 ... 쓰레기통에 금괴를 넣은 남자 역
- 2020년 JTBC 《우리, 사랑했을까》 ... 구파도 역
- 2023년 TV조선 《아씨두리안》 ... 단치감 / 돌쇠 역

### 영화
- 2003년 《화성으로 간 사나이》 ... 성호 역
- 2005년 《강력3반》 ... 김홍주 역
- 2006년 《예의없는 것들》 ... 발레 킬라 역
- 2007년 《사랑》 ... 치권 역
- 2010년 《전라의 시》
- 2010년 《카멜리아》 ... 지홍 역
- 2011년 《심도》 ... 배환 역
- 2011년 《푸른소금》 ... K 역
- 2011년 《통증》 ... 남배우 역
- 2012년 《후궁: 제왕의 첩》 ... 권유 역
- 2012년 《웨딩스캔들》 ... 기석 역
- 2012년 《사랑오감》 ... 민준 역
- 2013년 《데드 엔드》 ... 정승호 역
- 2013년 《톱스타》 ... 장원준 역
- 2016년 《무수단》 ... 조진호 대위 역
- 2017년 《미스 푸줏간》 ... 김구호 역
- 2017년 《희생부활자》 ... 리칭청 역
- 2020년 《소리꾼》 ... 김준 역
- 2024년 《파묘》 (본작의 진 최종 보스, 특별출연, 첫 천만영화)

### 뮤직비디오
- 2004년 박효신 - 그곳에 서서
- 2007년 린 - 사랑했잖아 Part2
- 2011년 더원(The One) - 천국을 걷다

## 방송
- 2010년 SBS 《2010남아공월드컵 특별기획 - 태극기 휘날리며》MC
- 2011년 5월 5일 KBS 2TV 《해피투게더 3》 성유리, 정겨운, 민효린, 손병호 (로맨스 타운 출연진들과 함께 출연)
- 2011년 XTM 《옴므 3.0》MC
- 2012년 MBN 《더 듀엣》MC
- 2012년 XTM 《옴므 4.0》MC
- 2013년 MBC 《나 혼자 산다》출연
- 2015년 KBS 2TV 《우리동네 예체능》출연
- 2015년 채널A 《개밥 주는 남자》MC
- 2016년 O'live 《조용한 식사》출연
- 2017년 JTBC 《김제동의 톡투유 - 걱정 말아요! 그대》108회 출연
- 2017년 SKY TV 《술로라이프》MC
- 2017년 SBS 《추블리네가 떴다》
- 2020년 tvN 《너의 목소리가 보여 시즌7》게스트
- 2023년 SBS 《신발벗고 돌싱포맨》게스트

## 수상 및 후보
| 연도 | 시상식                 | 부문                           | 작품                | 결과 |
| ---- | ---------------------- | ------------------------------ | ------------------- | ---- |
| 2003 | MBC 연기대상           | 남자 신인연기상                | 다모                | 수상 |
| 2004 | 제40회 백상예술대상    | TV부문 남자 신인연기상         | 다모                | 수상 |
| 2006 | 제43회 대종상          | 신인남우상                     | 강력3반             | 후보 |
| 2007 | 제28회 청룡영화상      | 남우조연상                     | 사랑                | 후보 |
| 2007 | KBS 연기대상           | 미니시리즈부문 남자 우수연기상 | 인순이는 예쁘다     | 후보 |
| 2008 | 제17회 부일영화상      | 남우조연상                     | 사랑                | 수상 |
| 2009 | MBC 연기대상           | 남자 우수연기상                | 친구, 우리들의 전설 | 후보 |
| 2011 | 제5회 Mnet 20's Choice | 핫 트렌디 가이상               | 빈칸                | 수상 |